# Százezerszög
A geometriában a százezerszög egy százezer oldalú sokszög.

## Alapvető tulajdonságok
A szabályos százezerszög csúcsait a körülírt kör középpontjával összekötve a százezerszöget százezer darab egyenlőszárú háromszögre bontjuk. A százezer háromszög belső szögeinek összege 18 000 000 fok. Ezekből a középpontnál fekvő szögek összege nyilván éppen 360 fok; a fennmaradó 17 999 640 fok éppen a százezerszög belső szögeinek összege. Ennek alapján egyetlen belső szög ennek az összegnek a százezredrésze, tehát a szabályos százezerszög belső szögei 179,9964 fokosak.
A szabályos sokszögek szögeire ismert képlet {\displaystyle n=100000} esetben a következőt adja:
{\displaystyle \alpha ={\frac {(n-2)}{n}}\cdot 180^{\circ }={\frac {99998}{100000}}\cdot 180^{\circ }=179{,}9964^{\circ }}
A szabályos százezerszög területére a következő adódik, ha {\displaystyle a} az oldalhossz:
{\displaystyle A={\frac {50000}{2}}a^{2}\cot {\frac {\pi }{100000}}\approx 795774715{,}19768a^{2}}

## A szabályos százezerszög szerkesztése
Mivel 100,000 = 1000 × 100, a szabályos százezerszög  nem megszerkeszthető körző és vonalzó segítségével. Megszerkeszthető azonban neuszisz szerkesztéssel vagy szögharmadoló eszköz segítségével.